# Гурцкая, Георгий Джустанович
Гео́ргий Джуста́нович Гурцка́я (30 января 1986 года, СССР) — российский футболист. Выступал на позиции нападающего.

## Карьера
Воспитанник СДЮШОР «Спартак» Москва. В 2002 году играл во втором дивизионе, в клубе «Мострансгаз». Провёл 12 матчей. В 2004 перешёл в московское «Динамо», где выступал за дублирующий состав, и лишь раз сыграл за основу. 21 августа в матче 20-го тура против «Крыльев Советов» вышел на замену на 61-й минуте вместо Владимира Бесчастных. 20 сентября 2006 года дебютировал в Кубке России в матче 1/16 финала против нижегородского «Спартака», выйдя на замену на 57-й минуте вместо травмировавшегося Дмитрия Хохлова. В 2007 году был отдан в годичную аренду в петербургское «Динамо», сыграл 14 матчей, забил 2 гола. В 2008 перешёл в «МВД России» и вышел с клубом в первый дивизион.